# Veytaux
Veytaux är en ort och  kommun i distriktet Riviera-Pays-d'Enhaut i kantonen Vaud, Schweiz. Kommunen har 1 003 invånare (2023).
I kommunen ligger slottet Château de Chillon.